# Kościół Przenajświętszej Trójcy w Ludbregu
Kościół Przenajświętszej Trójcy (chorw. Crkva Presvetog Trojstva) – rzymskokatolicka świątynia parafialna znajdująca się w chorwackim mieście Ludbreg.

## Historia
Kościół wzniesiono w okresie średniowiecza w stylu gotyckim, jego budowę ukończono w roku 1410. W okresie renesansu wzniesiono dzwonnicę. W latach 1640–1680 kościół przebudowano w stylu barokowym, powstały wówczas sklepienia kolebkowe w nawie głównej i prezbiterium oraz biforia i hełm wieży. Około 1750 roku powstała ambona autorstwa Stjepana Severina. Kolejne przebudowy miały miejsce w latach 1779, kiedy powstał trójnawowy korpus nawowy, i w 1829. W świątyni od średniowiecza przechowywano relikwie Krwi Chrystusa, w 1994 przeniesiono je do nowo wybudowanego sanktuarium.

## Galeria

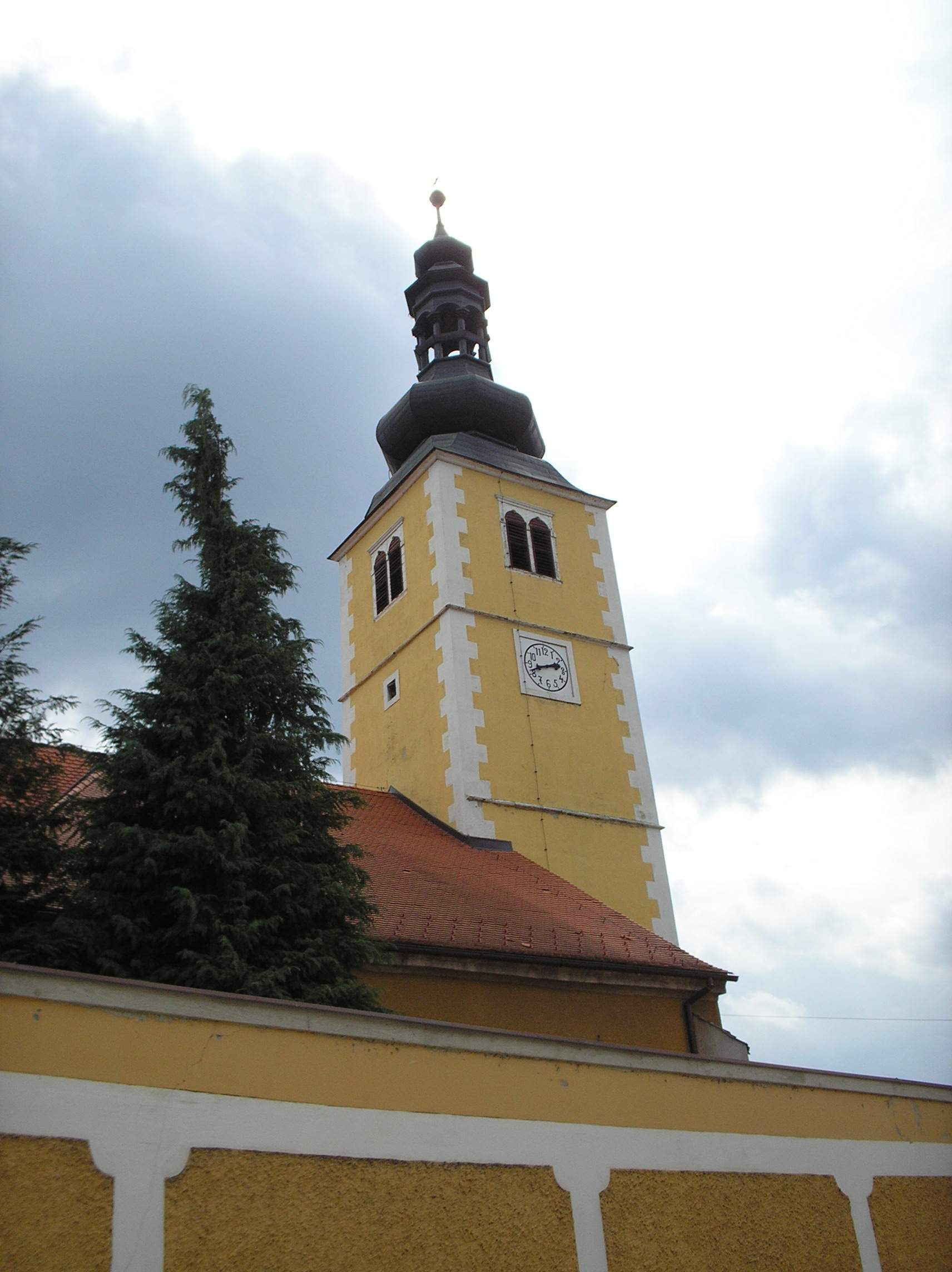
Wieża
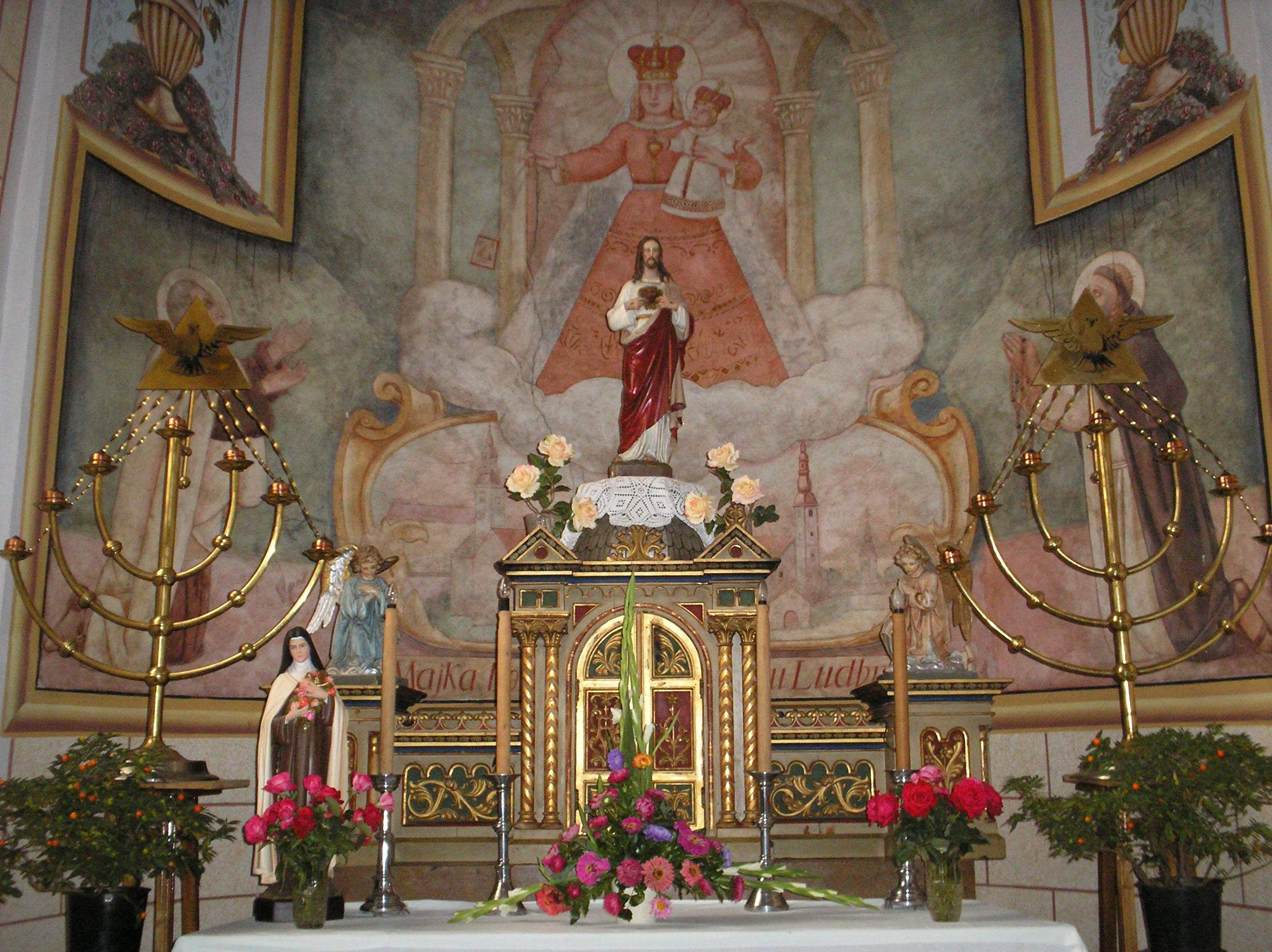
Ołtarz główny
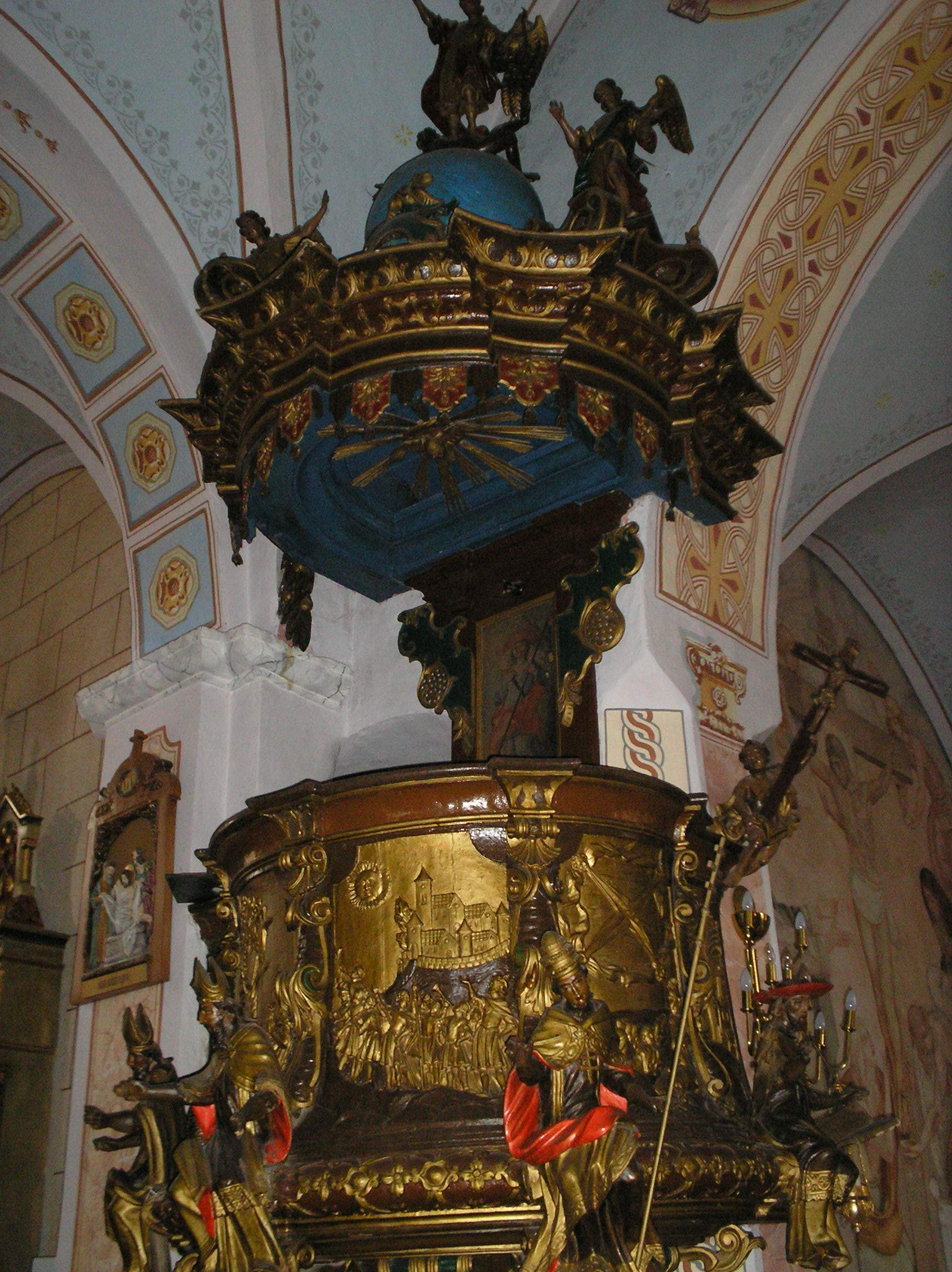
Ambona